# 金城学院高等学校榮光館
金城学院高等学校榮光館（きんじょうがくいんこうとうがっこうえいこうかん、栄光館）は、愛知県名古屋市東区白壁4丁目64 金城学院中学校・高等学校敷地内にある建築物。
金城学院はプロテスタント系の女子ミッションスクールである。鉄筋コンクリート造で1936年（昭和11年）に竣工し、金城学院において太平洋戦争中の名古屋大空襲を乗り越えた唯一の建物である。1998年（平成10年）には登録有形文化財に登録された。

## 歴史

### 金城女学校の創立
1889年（明治22年）、アメリカ人宣教師のアニー・E・ランドルフ（Annie Elizabeth Randolph）によって、名古屋区下竪杉町に女子専門冀望館が創立された。1890年（明治23年）に私立金城女学校に改称すると、1900年（明治33年）には名古屋市東区白壁町の現在地に移転した。
金城女学校には1908年（明治41年）10月10日竣工の講堂があったが、採光が悪いために昼間でも薄暗かった。また、1927年（昭和2年）の金城女子専門学校開校後には生徒数が飛躍的に増加したため、200人収容の講堂に毎朝800人以上が入って礼拝を守る有様だった。自然と「主よ、新講堂を与え給え」という祈りが起こったという。

### 新講堂の建設計画

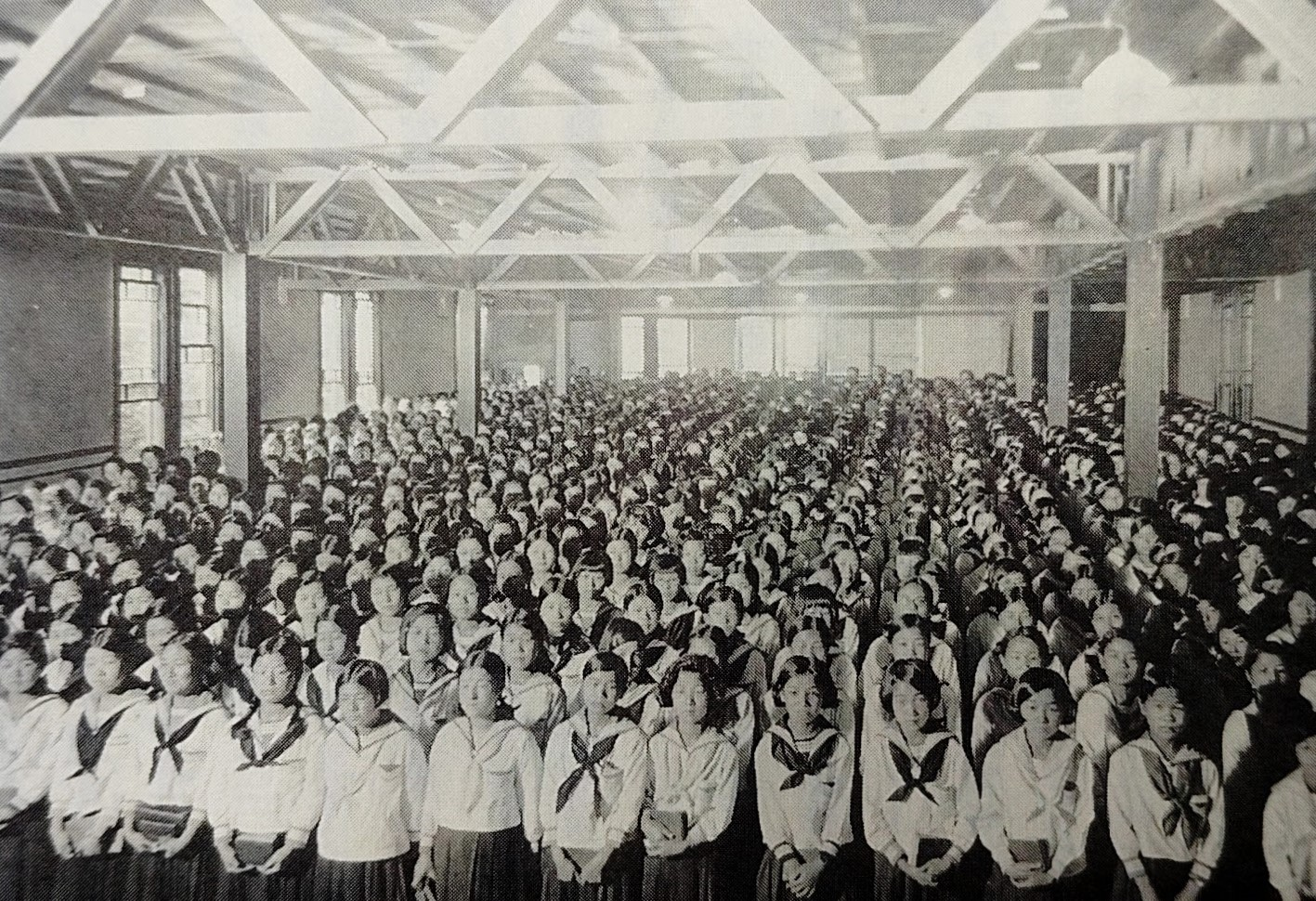
狭隘化が進んでいた旧講堂

1930年（昭和5年）に構想された新講堂は比較的小規模な建物だったが、愛知県の指導もあって大規模な講堂の構想に変更された。生徒らは講堂建設費を毎月10銭ずつ積み立て、1936年（昭和11年）3月までの9年間に7835円77銭が積み立てられた。教職員も給料から毎月数円を寄付し、同窓会や父兄会も新講堂の建設運動に協力した。米国南長老教会婦人会からは新講堂のために4万1935ドル95セント（約14万6000円）の寄付を受けるなどしている。
1935年（昭和10年）1月頃には資金面での見通しが立ったため、城戸工務所長の城戸武男を主任技師とする建設委員会を設立して建設計画が進行した。建築様式はゴシック式、アメリカン・スパニッシュ式、モダニズム式の3案があったが、職員や生徒の投票も考慮してスパニッシュ式が採用された。なお、城戸武男はスパニッシュ式やモダニズム式を得意とする建築家であり、名古屋市ではスパニッシュ式の八重垣劇場やモダニズム式の中北商店（現・中北薬品京町支店）なども手掛けている。
早稲田大学大隈講堂の設計にも携わった江口義雄に概略図面の作成を依頼し、名古屋高等工業学校教授で金城女子専門学校建築学講師の佐藤鑑が基本設計を、城戸武男が実施設計を担当し、同年12月に本設計が完成した。

### 榮光館の竣工

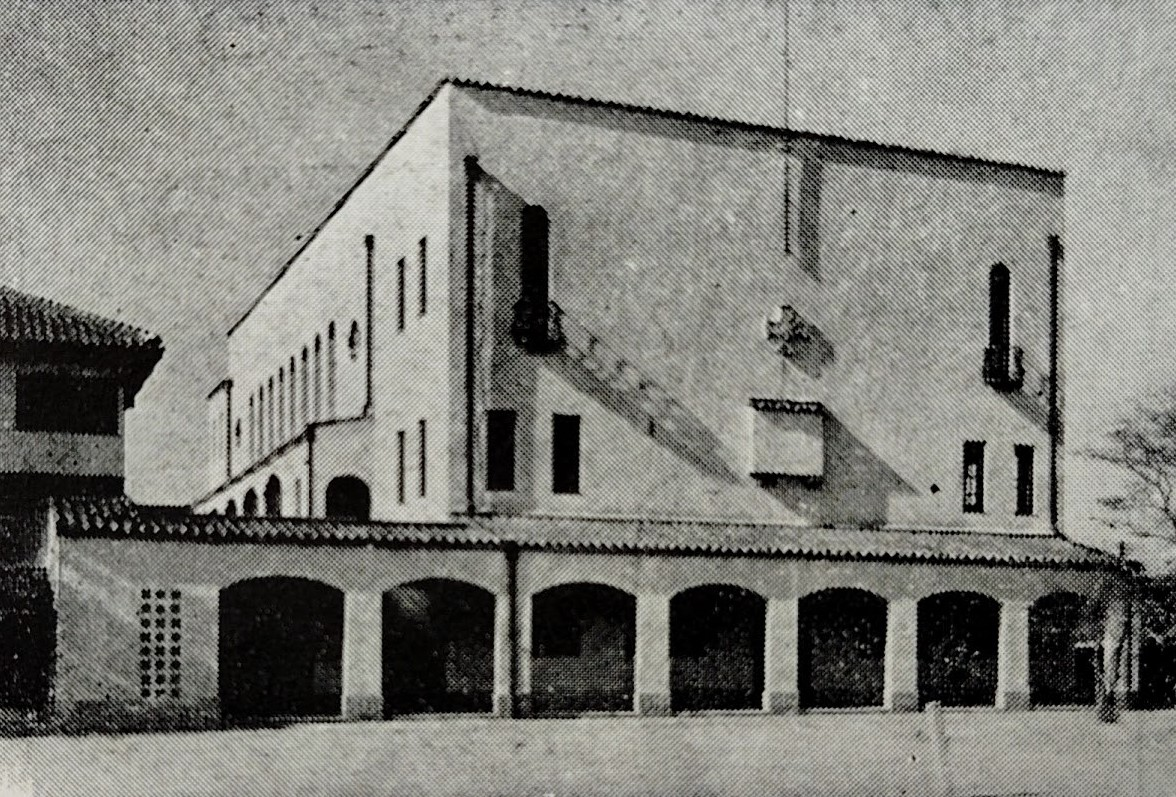
竣工時の榮光館

竹中組、大林組、清水組、大倉組、志水組（志水正太郎）、廣瀬商会の6社に見積を依頼した結果、財団法人金城女学校は廣瀬商会と請負契約を結んだ。1936年（昭和11年）2月11日に定礎式を挙行し、同年12月11日に竣工した。12月22日の落成式では讃美歌67番が謳われ、12月23日に来賓を招いた祝賀式が挙行された。「新講堂の設立は各自が「神の御栄光を現させ給へ」と祈願した結果であることから、市村與市校長によって榮光館と名付けられた。総工費は29万5795円。
近代的な設備として榮光館にはスチーム暖房が設置された。また、当時の名古屋市にはまだ天文台が存在しなかったが、榮光館の屋上には天体観測室が設置された。榮光館の3階には祈祷室があり、金城女子専門学校で英語や聖書を教えたマキルエン夫人（1935年10月22日死去）を記念した銅板が設置された（現存せず）。
| 榮光館の館内案内 | 榮光館の館内案内                                                       |
| ---------------- | ---------------------------------------------------------------------- |
| 1階              | 玄関、広間、職員室、図書室、カード室、書庫、教室、予備室、研究室、便所 |
| 2階              | 大講堂（計1382席）、広間、講壇、控室                                   |
| 3階              | 礼拝堂、応接室、祈祷室、講堂桟敷、映写室、予備室                       |
| 屋上             | 天体観測室                                                             |

### 戦争とその後

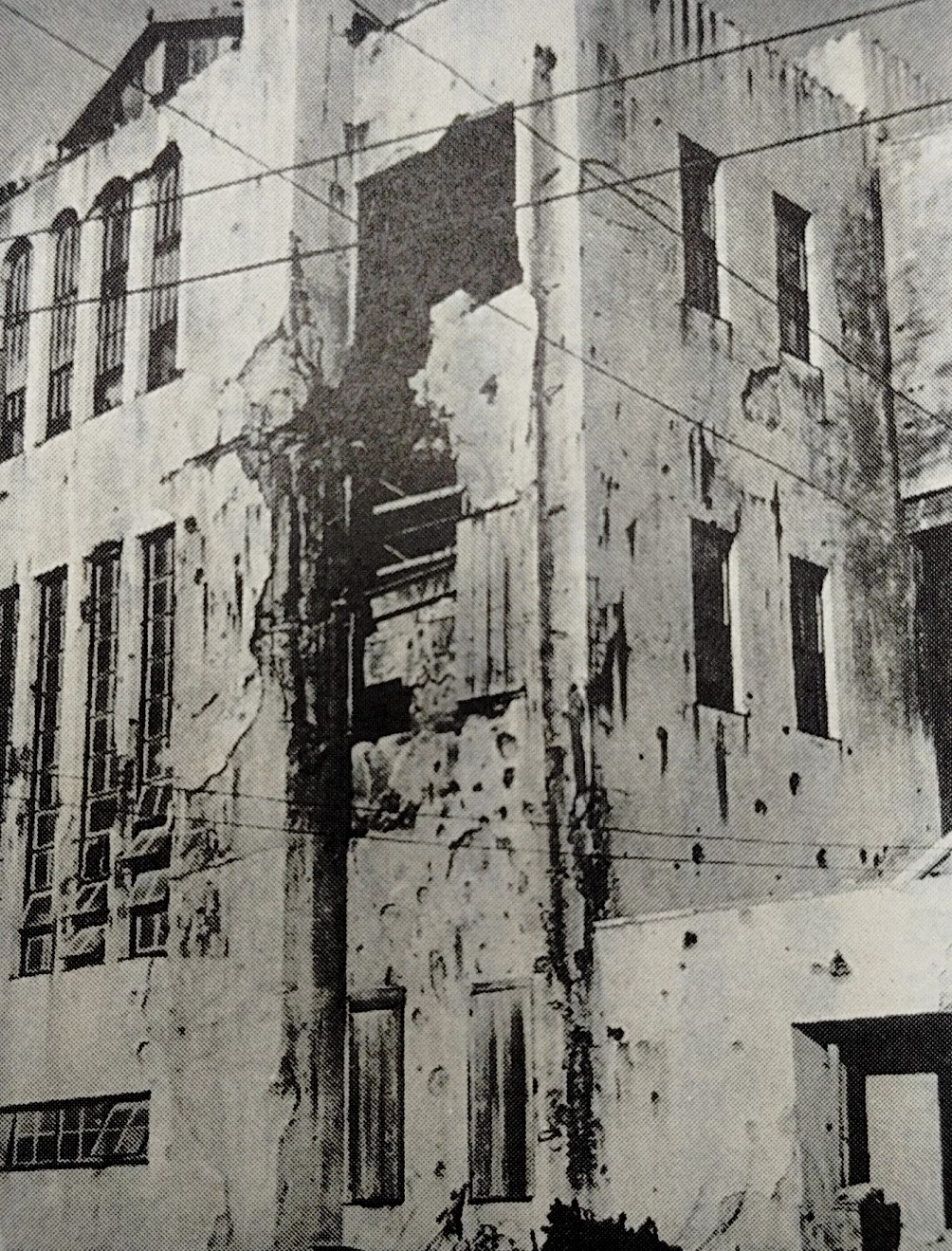
空襲で損傷した榮光館

太平洋戦争中には空襲を防ぐために壁面がタールで黒く塗られた。戦争末期の1945年（昭和20年）3月18日夜から19日未明、金城女子専門学校の各建物は雨のように焼夷弾を受け（名古屋大空襲のひとつ）、榮光館と門衛詰所を除くすべての建物が焼失した。3月25日と30日には敷地内に爆弾が落とされ、榮光館も大きな損傷を受けた。同年5月には榮光館の建物に応急処置が施され、榮光館を校舎として授業を再開した。
同年8月15日には高等部1年生が榮光館で玉音放送を聴いたが、雑音でほとんど聴き取れなかったとされる。終戦後にはタールで黒く塗られていた壁面が白色に戻された。1948年（昭和23年）12月には榮光館の大修理工事に取り掛かり、1949年（昭和24年）4月に竣工した。
1979年（昭和54年）には大成建設の施工によって、床、天井、壁面、椅子、窓などの大改修工事を行った。

### 近年の動向
1993年（平成5年）10月12日、名古屋市によって名古屋市都市景観重要建築物等に指定された。金城学院の創立100周年を記念し、同年11月には榮光館にパイプオルガンが設置され、11月6日にはフランス人オルガニストのミッシェル・シャピュイによる完成披露演奏会が催された。
1998年（平成10年）10月には市民塾「白壁アカデミア」が開始され、名古屋市民を対象に榮光館で開講している。同年12月11日、「金城学院高等学校榮光館」として登録有形文化財に登録された。なお、同年には東区の東海中学校・高等学校敷地内にある東海学園大講堂、昭和区の学校法人南山学園にある南山学園ライネルス館も登録されている。
2014年（平成26年）10月には、愛知登文会によって登録有形文化財の特別公開（後の「あいたて博」）が初めて行われたが、この際には榮光館も特別公開を実施した。2017年（平成29年）10月13日、榮光館で全国登文会シンポジウムが開催され、観光学者の佐滝剛弘による基調講演やパネルディスカッションなどが行われた。

## 建築

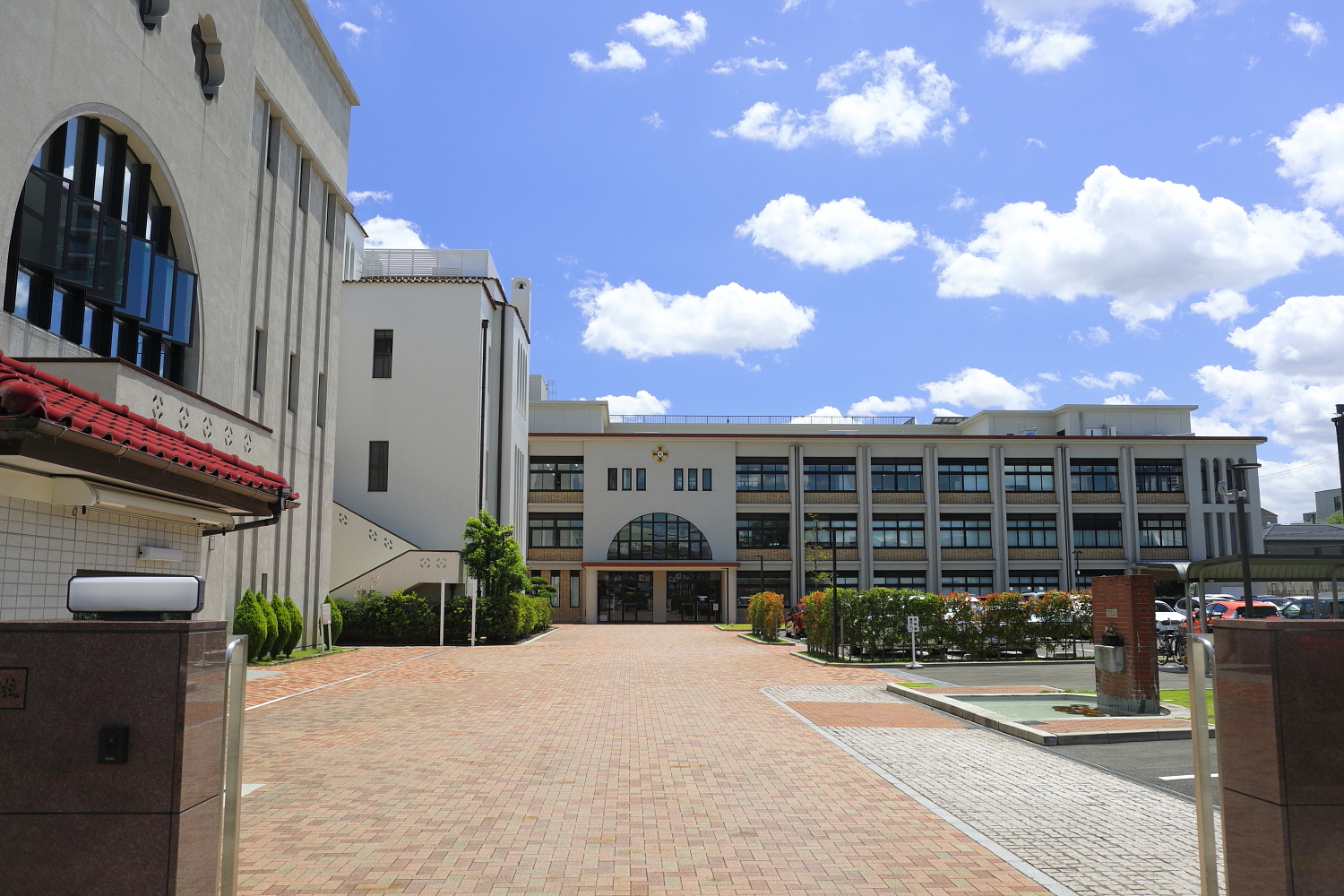
世光館（左端）、榮光館（左奥）、地塩館（中央）

アメリカン・スパニッシュ式の近代建築であり、白色の壁面、赤色のスペイン瓦、海老茶色の窓や扉などが界隈のシンボルとなっている。
1階・2階ともに階段はホールを兼ねており、湾曲状に大理石を配している。廊下の中央にある大階段を上ると大講堂がある。白色を基調とした講堂は側廊や高窓から光を取り入れている。1993年（平成5年）11月には大講堂にパイプオルガンが設置された。
建物内には御真影（天皇の写真）などを保管する奉安庫が残っているが、2003年（平成15年）時点の愛知県内で確認されている奉安庫は榮光館、日本郵政公社東海支社、滝学園本館のもののみだった。